# امیل برنار
اِمیل انری برنار (به فرانسوی: Émile Henri Bernard) (زاده ۱۸۶۸ لیل - درگذشته ۱۹۴۱ پاریس) یک نقاش پسادریافتگر فرانسوی بود که در دهه ۱۸۸۰ به همراه نقاشان دیگر سبک‌های مجزاگری و ترکیب‌گری را بنیان گذاشت. وی رابطه دوستانه و نزدیکی با هنرمندانی چون پل گوگن، ونسان ون گوگ، ادیلون ردون و پل سزان داشت.

## نگارخانه

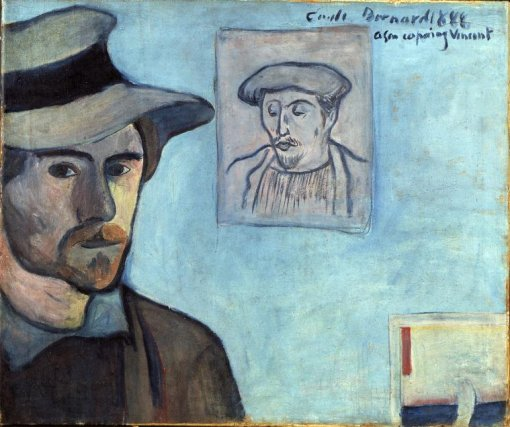
خودنگاره با نگاره پل گوگن، ۱۸۸۸.
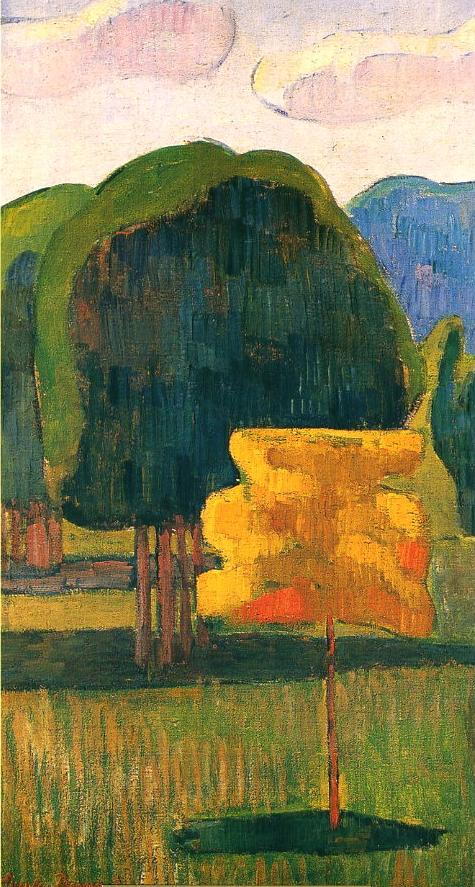
درخت زرد، ۱۸۸۸.
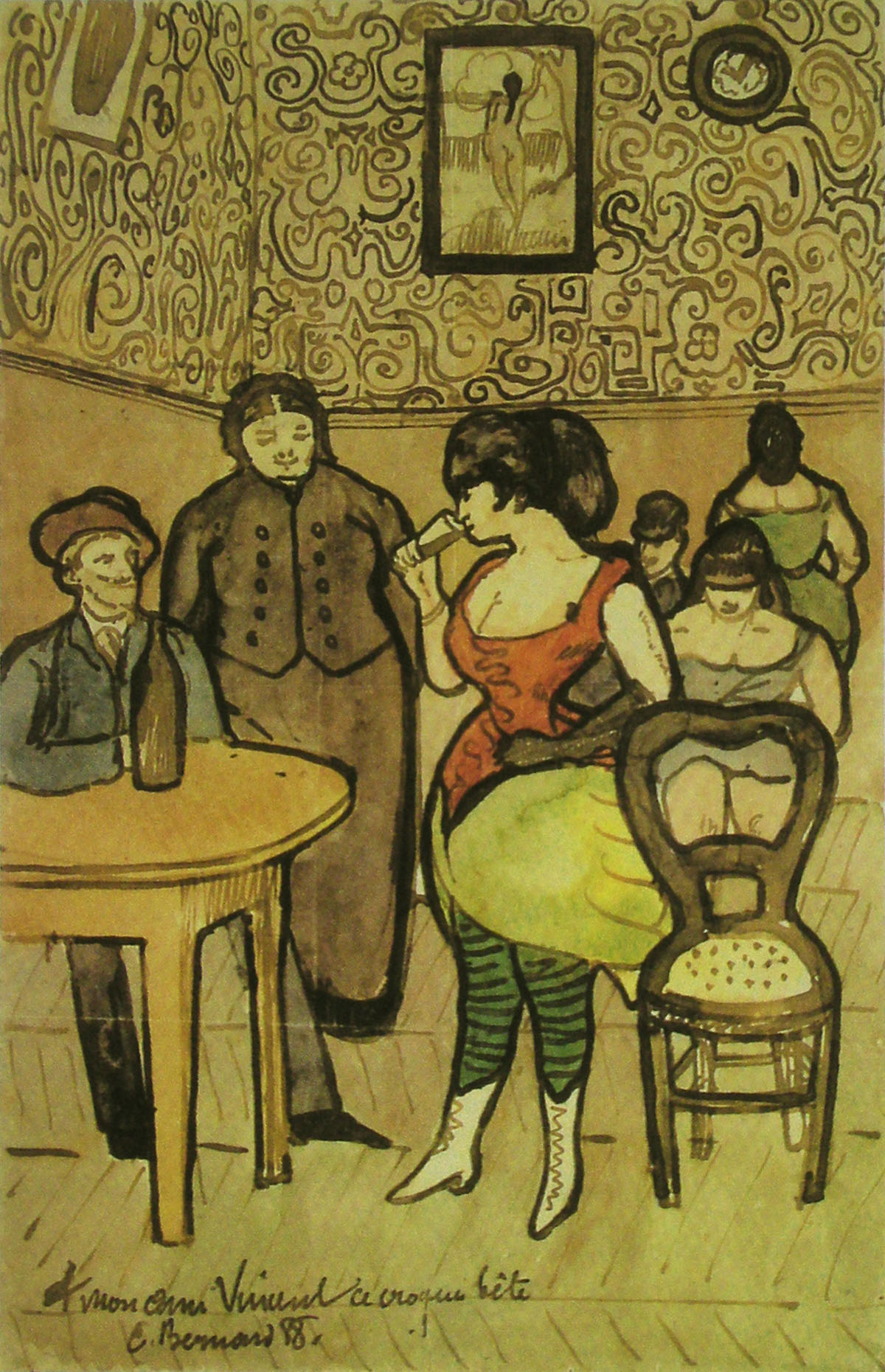
صحنه روسپی‌خانه، ژوئن ۱۸۸۸.
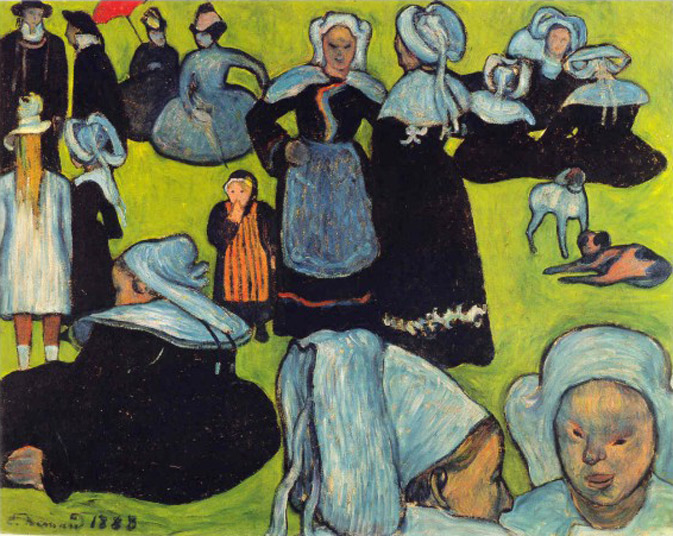
زنان برتون در علف‌زار، اوت ۱۸۸۸.
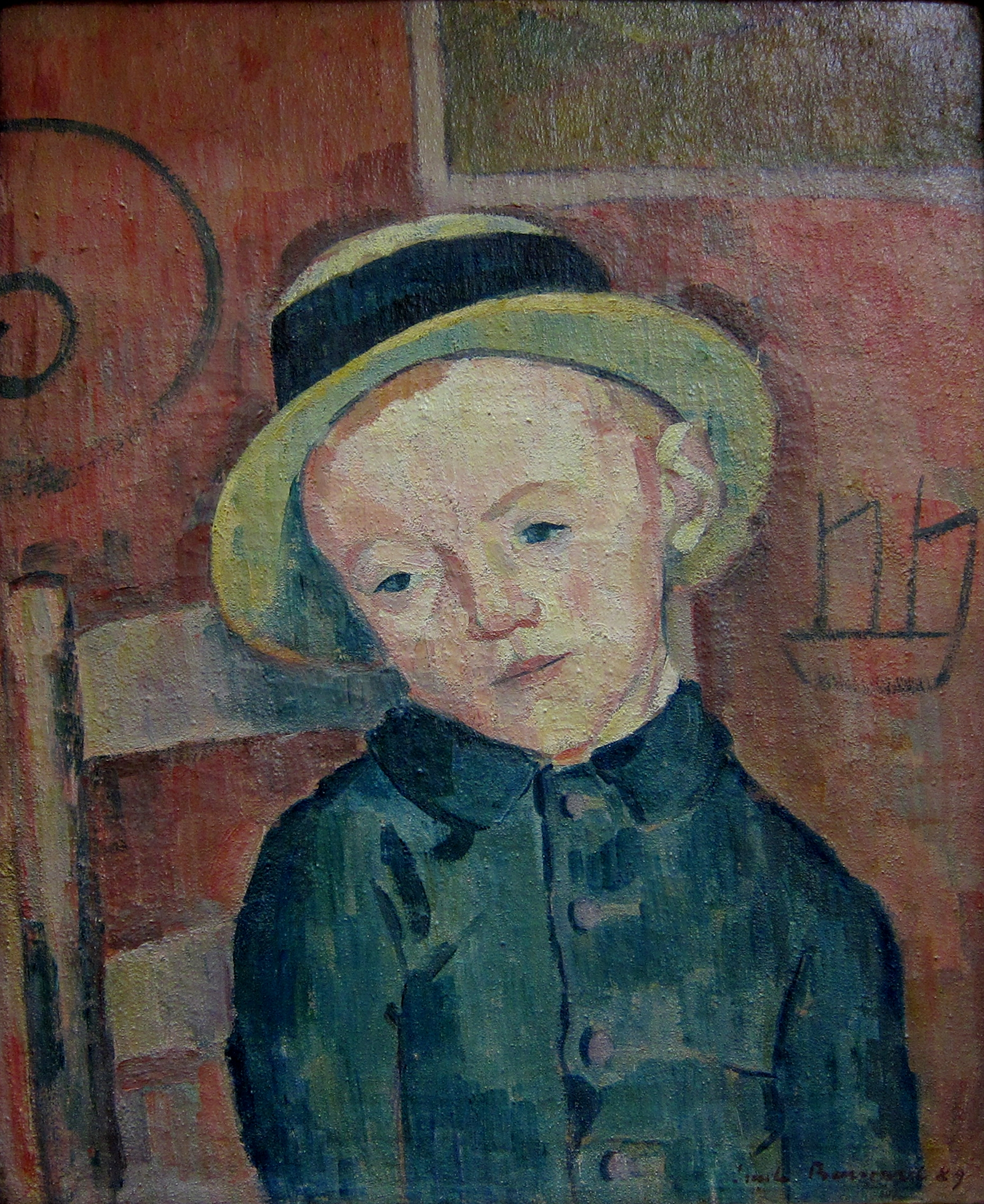
نگاره پسر کوچک با کلاه، ۱۸۸۹.
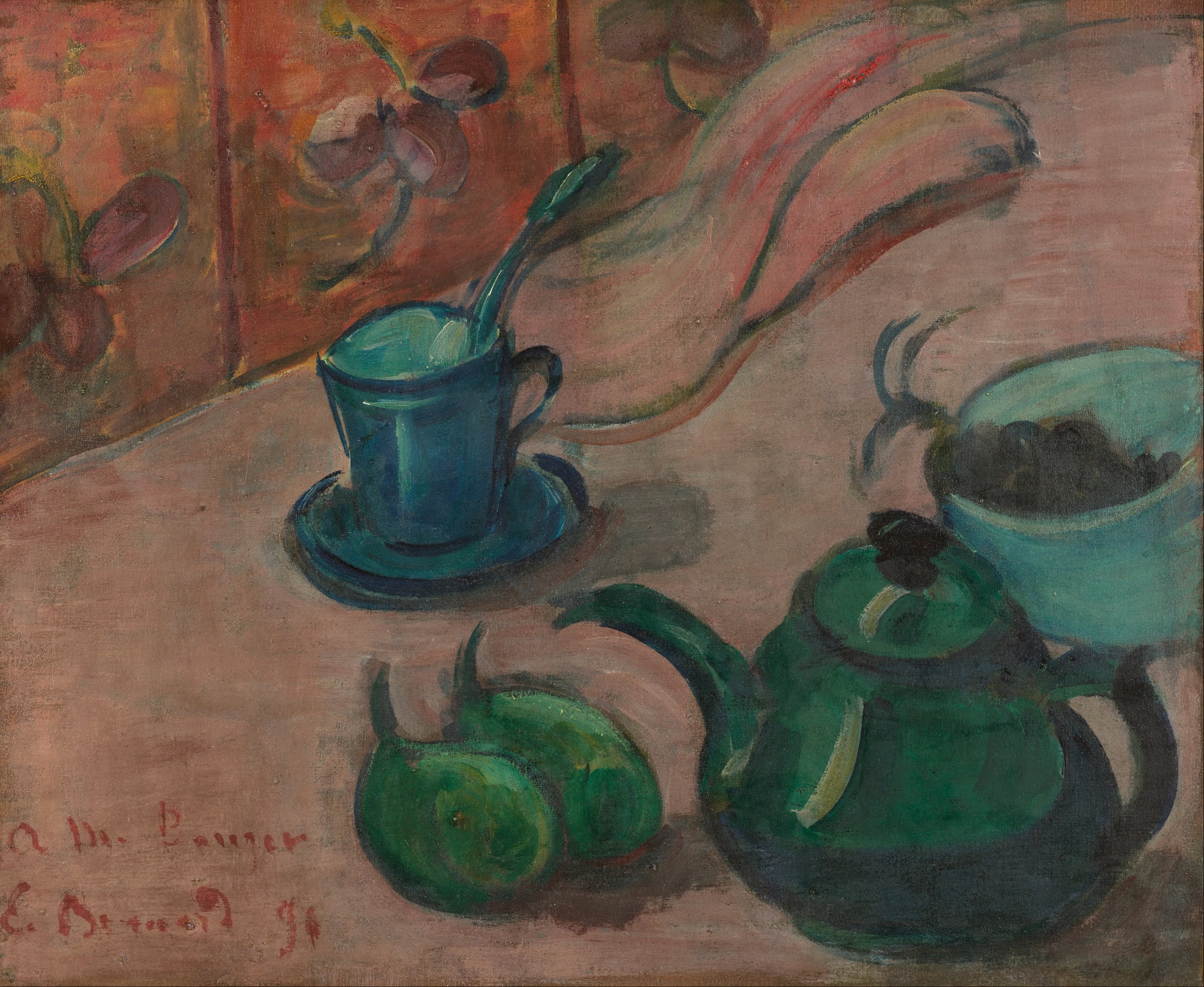
طبیعت بی‌جان با قوری، فنجان و میوه، ۱۸۹۰.
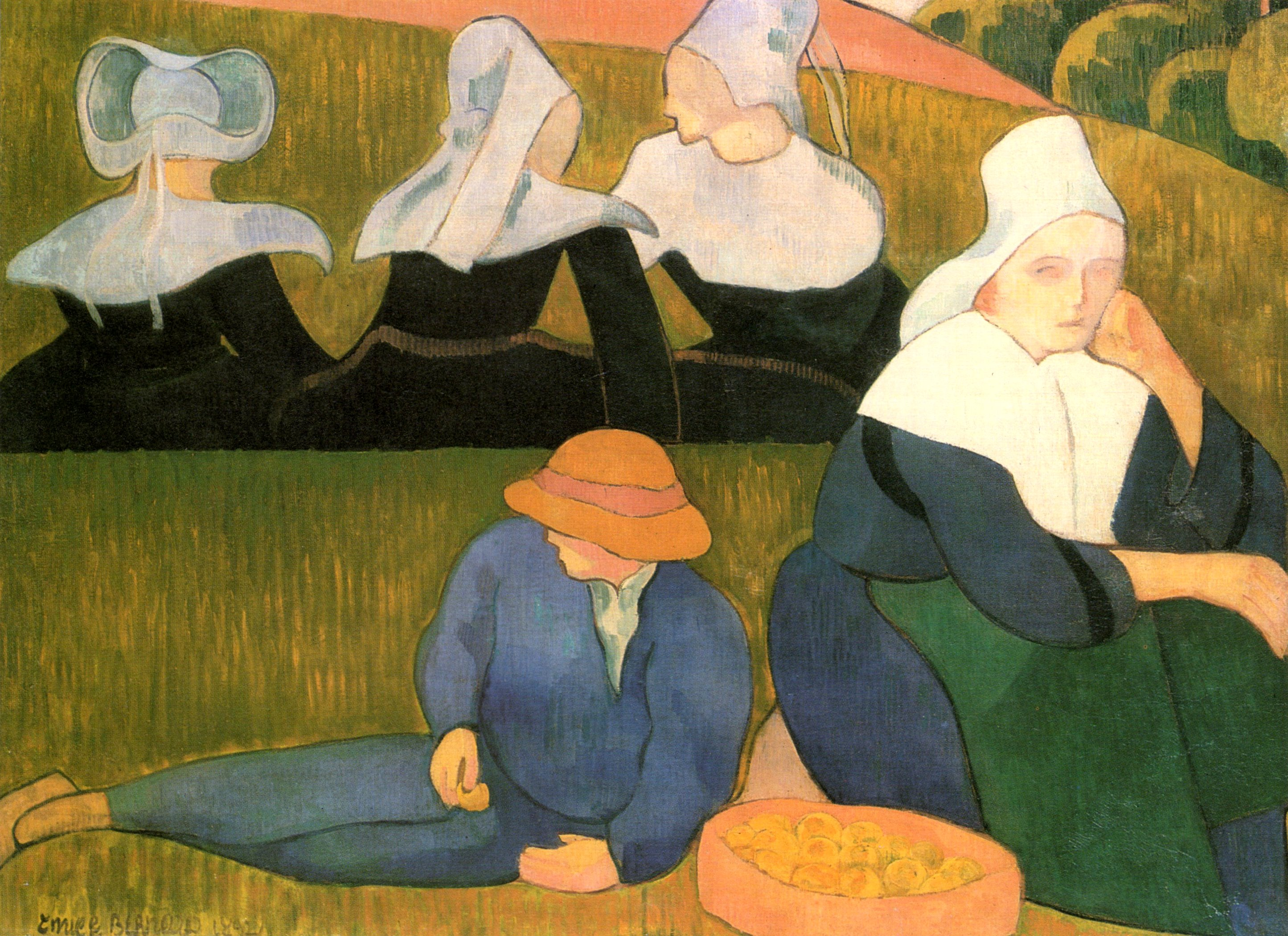
دهقانان برتون در علف‌زار، ۱۸۹۲.